# Samantha Mugatsia
Samantha Mugatsia (nacida en 1992) es una actriz keniana. 

## Biografía
Mugatsia nació en 1992, creció en Nairobi y se desempeñó como baterista de la banda The Yellow Machine. También trabajó como modelo. Estudió derecho en la Universidad Católica de África Oriental, pero suspendió sus estudios para comenzar su carrera como actriz. En noviembre de 2016, estaba asistiendo a un pop-in de artistas cuando le presentaron a la directora de cine Wanuri Kahiu, quien le dijo que estaba escribiendo un guion. Aunque nunca había actuado, aceptó el papel ofrecido.

## Carrera
En 2018, interpretó a Kena Mwaura, uno de los dos personajes principales, en Rafiki. La historia está basada en la novela Jambula Tree de la escritora ugandesa Monica Arac de Nyeko y detalla el amor que se desarrolla entre dos mujeres jóvenes donde la homosexualidad está prohibida. Para prepararse para el papel, Mugatsia tomó varios meses de lecciones de actuación y practicó usando ejercicios de espejo y viviendo mentalmente en el personaje. La película fue prohibida en Kenia, donde la homosexualidad es ilegal. Rafiki se convirtió en la primera película de Kenia proyectada en el Festival de Cine de Cannes. Ann Hornaday de The Washington Post calificó la actuación de Mugatsia como "silenciosamente vigilante". Ganó el premio a la mejor actriz en el festival FESPACO 2019 en Uagadugú, Burkina Faso por su interpretación de Kena. La prohibición se levantó brevemente después de que el director entablara una demanda para poder proyectar la película en Kenia y ser elegible para los Premios de la Academia.
Mugatsia se identifica como espiritual y se ha negado a comentar sobre su propia sexualidad, pero simpatiza con la comunidad LGBT.

## Filmografía
- 2018: Rafiki como Kena Mwaura
- 2018: L'invité